# LoveGame
A LoveGame Lady Gaga amerikai énekesnő dala a The Fame (2008) című debütáló stúdióalbumáról. A RedOne által készített dal az album harmadik kislemezeként jelent meg Észak-Amerikában és Európában, valamint negyedikként Ausztráliában, Új-Zélandon, és Svédországban az Eh, Eh (Nothing Else I Can Say) után. Az Egyesült Királyságban is negyedikként jelent meg, itt a Paparazzi után.
A dal kritikai elismerésben részesült fülbemászó dallama és ötletes szövege miatt, amelyben Gaga a „disco stick” kifejezést használja a pénisz szó metaforájaként; ezt egy éjszakai klubban egy idegenhez való szexuális vonzódása ihlette. A New York-i underground diszkók dallamvilágát idéző szám szerelemről, hírnévről és szexről szól, amelyek a The Fame album jellemző témái. A dal számos remixet kapott, az egyikben Marilyn Manson rockzenész is közreműködött. A LoveGame kereskedelmi siker volt, a Top 10-ben szerepelt az Egyesült Államokban, Ausztráliában, Új-Zélandon, Kanadában, Franciaországban, Németországban és más európai országokban. Ez lett Gaga harmadik egymást követő első helyezett dala a Billboard Mainstream Top 40-es listáján, és háromszoros platina minősítést kapott az Amerikai Hanglemezgyártók Szövetségtől (RIAA).
A dal videóklipjében Gaga egy metrón, metróállomáson, és egy parkolóházban énekel és táncol több táncosával együtt. A videóval – amely számos hasonlóságot mutat a szintén egy földalatti állomáson játszódó Bad című Michael Jackson-videóval – Gaga a New York-i életstílus előtt akart tisztelegni. A klipet szexuális tartalma miatt csak korlátozott idősávban sugározták Ausztráliában. A LoveGame-met Gaga számos alkalommal előadta élőben, többek között televíziós fellépéseken, mint például a Dancing with the Stars és a The Ellen DeGeneres Show, a 2009-es MuchMusic Video Awards, valamint elhangzott az énekesnő számos koncertturnéján. A dalt általában úgy adja elő, hogy egyik kezében a védjegyévé vált színpadi kellékével, a „disco stick”-kel táncol.

## Háttér és kiadás

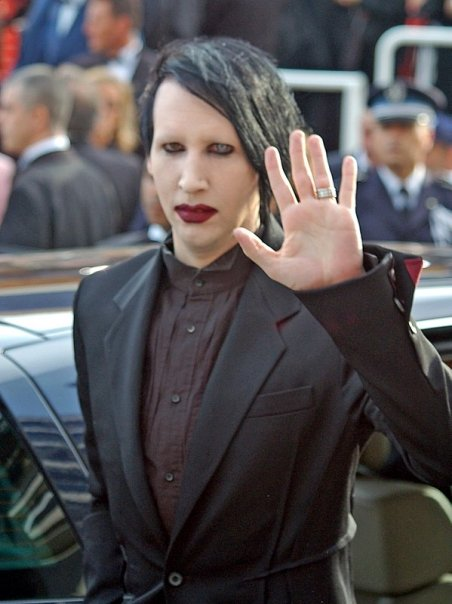
A LoveGame egyik remixében Marilyn Manson is közreműködött

2007 vége felé Lady Gagát menedzsment cége bemutatta a dalszerző és producer RedOne-nak, akit szintén ők menedzseltek. 2008-ra Gaga Los Angelesbe költözött, hogy a lemezkiadójával együtt dolgozzon debütáló albumának, a The Fame-nek a befejezésén, és létrehozta saját kreatív csapatát, a Haus of Gagát. A LoveGame azon dalok egyike, melyet Gaga és RedOne közösen írt, utóbbi a szám producere is volt. A Rolling Stone-nak Gaga elmondta, hogy egy éjszakai klubban volt, és „szexuálisan belehabarodott” valakibe. Odament az illetőhöz, és azt mondta: „I wanna ride on your disco stick” („Lovagolni akarok a diszkópálcádon”). Gaga úgy gondolta, hogy ez egy jól sikerült metafora a péniszre, ezért másnap elment a stúdióba, és nagyjából négy perc alatt megírta a dalt. Gagának voltak ötletei a dal élő előadásához is, fellépésein általában egy tényleges pálcát fog a kezében, amely világít is. A Haus of Gaga által készített színpadi kellék szintén a „disco stick” nevet kapta.
Egy ausztráliai talk show-ban a LoveGame szövegéről beszélve Gaga elmondta, egyáltalán nem bánja, hogy „disco stick” metaforáját felhasználta a szövegben, annak ellenére, hogy ennek is szerepe volt abban, hogy az ausztrál Network Ten csatornán nem akarták játszani a dal videóklipjét. Hozzátette, hogy a metaforát nem finomkodásnak szánta, és egyértelmű volt, hogy a dalszöveg mit jelentett. „Történetesen úgy gondolom, hogy az emberek meggondolatlanul kemények velem” – általánosított Gaga. „Egy csomó, fiatalokat megcélzó pop dal van, amely sokkal pikánsabb az enyémnél. Teperj le a padlóra, vetkőztess le, add nekem, bébi, induljon a piszkos tánc. Ezek a dalok elég provokatívak, mégis az nyugtalanítja az embereket, amit én csinálok a kontextus miatt. […] A zene kapcsolódik a vizualitáshoz, ahhoz ahogy mozgok és kimondom a dalszöveg szavait.” – tette hozzá.
A LoveGame az album harmadik kislemezeként jelent meg Észak-Amerikában és Európában, Ausztráliában, Új-Zélandon és Svédországban pedig az Eh, Eh (Nothing Else I Can Say) után a negyedik kislemezként. Az Egyesült Államokban 2009. május 12-én küldték el a kortárs slágerrádiók számára. A számot eredetileg harmadik kislemezként tervezték megjelentetni az Egyesült Királyságban, de mivel a dal szövege és klipje vitatható volt, úgy döntöttek, hogy a Paparazzi című számot adják ki helyette. A LoveGame számos remix feldolgozást kapott, amelyek közül az egyikben Marilyn Manson énekel. Daniel Kreps a Rolling Stone-tól arról számolt be, hogy a remix Gaga 2009. májusi, a magazinnal való fotózásán született meg, amikor Manson megérkezett a forgatásra. A rockerre nagy hatással volt a fotózás, és együtt akart működni Gagával a LoveGame-en.

## Felvétel és kompozíció
A LoveGame felvételei a Record Plant Studios-ban és a Chalice Recording Studios-ban készültek, mindkettő Hollywoodban található. RedOne a szám produceri munkája mellett a háttérvokálokhoz, a hangszereléshez, a programozáshoz, a hangmérnöki munkához és a felvételi folyamathoz is hozzájárult. A dal végleges verziójának elkészítésében részt vett még Robert Orton, aki a hangkeverést végezte, és Gene Grimaldi, aki a kaliforniai Burbankban, az Oasis Masteringben a dal maszterelését végezte.
Zeneileg a LoveGame egy tempós szintipop és elektro-R&B dal. Kerri Mason, a Billboard munkatársa szerint a szerzemény a New York-i belvárosi zenei szcéna hangulatát idézi, de mainstream vonzerővel bír, így tökéletes a rádiók számára, „anélkül, hogy elveszítené mocskosságát és pimaszságát”. A dalnak nincs olyan masszív hangzása, mint az előző kislemeznek, a Poker Face-nek, és nincs olyan nagy dallamvilága, mint az azt követő kislemeznek, a Paparazzinak. Ehelyett a dal kompozíciója electro-R&B, amely kemény ütemekből és számos hookból áll, Gaga pedig időről időre megismétli a „huh!” szót.
Gaga kifejtette, hogy a LoveGame szövegében egyértelműen benne van, hogy miről szól a dal. Úgy gondolta, hogy a dalszöveg erőteljes üzenetet közvetít a szerelemről, a hírnévről és a szexről, amelyek a The Fame album központi témái. Kétnegyedes ütemmel rendelkezik, B-moll hangnemben íródott, és 104-es percenkénti leütésszáma van. Gaga hangterjedelme B3-tól G5-ig terjed. A dal a versszakokban és a refrénben a Bm–Em–D–Bm–Em–D akkordmenetet követi.

## A kritikusok értékelései

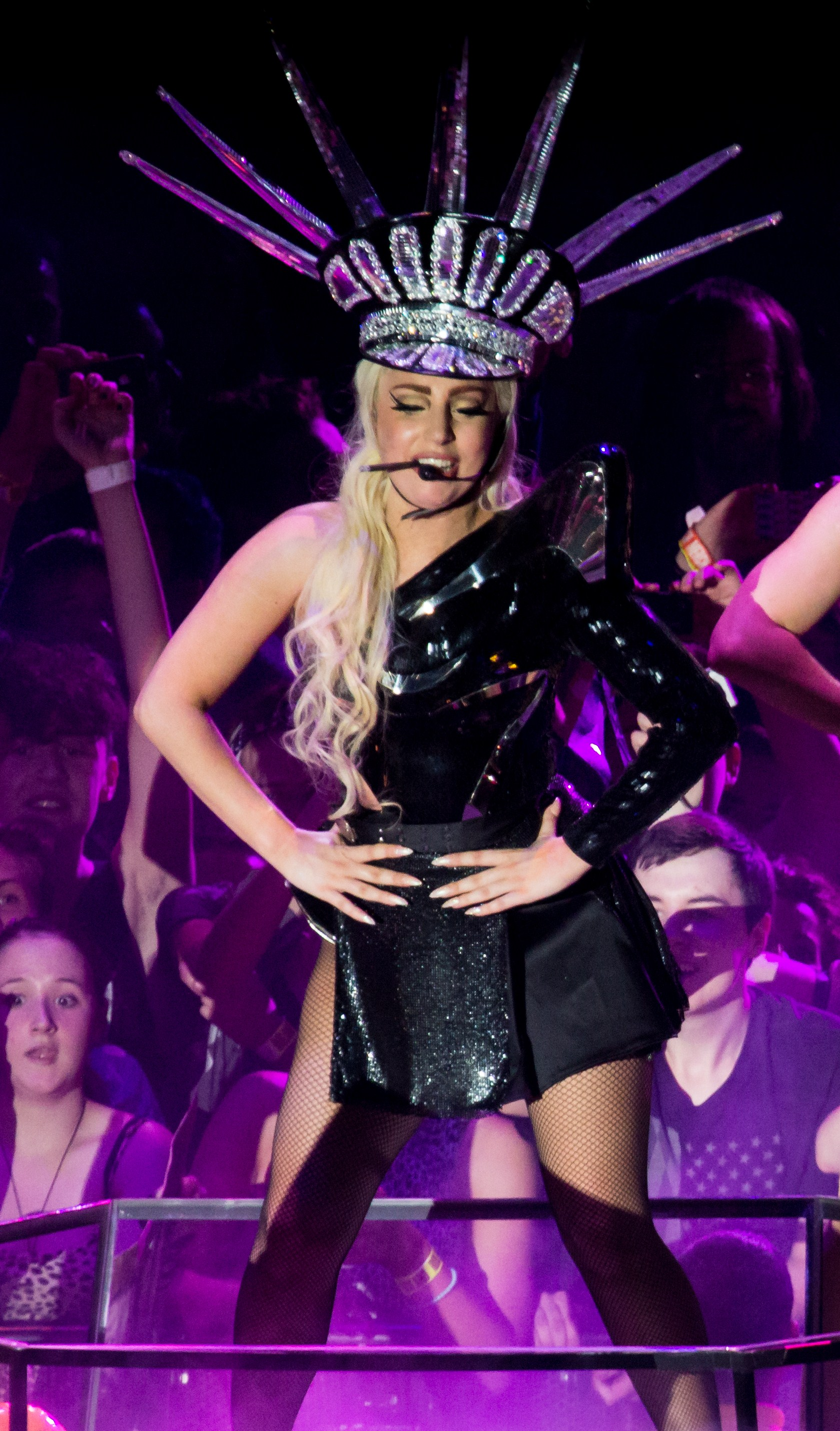
Gaga a LoveGame előadása közben a Born This Way Ball turnén (2012)

A dal többnyire pozitív kritikákat kapott a kritikusoktól. Daniel Brockman, a Phoenix zenei szerkesztője szerint „Gaga a fülbemászó dalszerzés és a puszta, a klubban dübörgő, a ritmusra való felszabadultság tekintetében még magasabbra emeli a tétet”. A dalszövegről is nyilatkozott, mondván, hogy „'Let’s have some fun, this beat is sick / I wanna take a ride on your disco stick' talán a leggiccsesebb és mégis legcsodálatosabb refrén, amit idén hallottam egy mainstream lemezen.” Sal Cinquemani, a Slant Magazin írója „közönségesnek” találta a dal szövegét, amelyben szerinte semmilyen szexuális vonzerő sincs. A BBC a The Fame kritikája során azt írta, hogy a dal robotikusan hangzik a „I wanna take a ride on your disco stick” sorban, bár úgy ítélte meg, hogy ez egy brilliáns szám, amely „meghagyja nekünk, hogy Gagának ítéljük oda a 'popsztár, aki valószínűleg tarolni fog' évkönyvi címet”.
Nick Levine a Digital Spy-tól úgy vélte, hogy az olyan sorok, mint az „I wanna take a ride on your disco stick” közvetlen oka volt Gaga kereskedelmi sikerének. Bár úgy érezte, hogy a dal „figyelemfelkeltő”, tudta, hogy a tömegek reakcióját fogja kiváltani, legyen az jó vagy rossz. Genevieve Koski a The A.V. Clubtól „lendületes klubhimnusznak” nevezte a dalt, és dicsérte a szintetizátorokat és a dobprogramozást. Úgy írta le, hogy „egy szédítő szonikus utazás, amely megközelíti egy kémiailag felfokozott éjszakai bulizás csúcspontját”. Evan Sawdey a PopMatters-től megdicsérte RedOne produkcióját a dalon, és a The Fame egyik legjobb számaként említette.
Ben Hogwood a MusicOMH-tól úgy nyilatkozott a dalról, mint „csúcsminőségű, gyémántbevonatú pop”, olyan más számokkal együtt, mint a Starstruck és a Paparazzi. A dalszöveget néha furcsának találta, különösen a következő sort: „I’m on a mission, and it involves some heavy touchin'” („Egy küldetésen vagyok, ami együtt jár némi tapizással”). Sarah Rodman a The Boston Globe-tól azt írta, hogy a dalban „van egy zsigeri szintű csípősség fordulatos húzásokkal”. Priya Elan a The Times-tól nem volt lenyűgözve a daltól, és számítónak nevezte. A Billboard zenei szerkesztője, Chris Williams pozitív kritikát adott a dalról, és így kommentálta: „Megvan benne elődeinek minden nyerő összetevője: rádióbarát, klub/electropop hangulat; egy provokatív, de elég idétlen szöveg és hook; és egy csipetnyi ’80-as évekbeli szintetizátor varázslat, hogy a felnőttek is tudják játszani. A LoveGame-ben Gaga azért van benne, hogy nyerjen.”
A The Fame ötödik évfordulóján Bradley Stern, az Idolator munkatársa megjegyezte, hogy a LoveGame-met „könnyedén ki lehetne törölni Gaga katalógusából kis következmények nélkül”, mivel szerinte ez nem több, mint egy „electro-dance” szám. Stern azonban úgy vélte, hogy a LoveGame fontos eleme volt Gaga karrierútjának, mivel ez volt az utolsó bizonyítéka annak az imázsának, hogy „űrből jövő, diszkóbotot lengető popsztár” – ezt a képet később a Paparazzi klipjében kudarcra ítélt fiatal sztárként dekonstruálta. Azzal zárta, hogy a dal „a pop könnyelműség egy csodálatos pillanata, amely arra szolgált, hogy a feltörekvő Lady Gaga gépezetet karrierje kezdetén tovább pörgesse”.

## Kereskedelmi teljesítmény
Megjelenését követően a LoveGame a Billboard Hot 100-as listáján a 96. helyen debütált a 2009. március 21-én végződő héten, majd a következő héten lekerült a listáról. Hét hét után a Hot 100-as lista tízedik helyére került, és 107 000 digitális letöltést értékesítve a hét legnagyobb digitális előrelépője lett. Két héttel később a LoveGame az ötödik helyen végzett a listán. A dal első helyezést ért el a Hot Dance Club Songs listán, és ez lett Gaga harmadik első helyezettje a Mainstream Top 40-es listán. Az Amerikai Hanglemezgyártók Szövetsége (RIAA) háromszoros platinalemez minősítést adott a LoveGame-nek, miután az Egyesült Államokban hárommillió példányt szállítottak belőle. A Nielsen Soundscan adatai szerint 2019 februárjáig 2,67 millió digitális letöltést adtak el belőle az Egyesült Államokban.
Kanadában a dal a Canadian Hot 100-as listán a 68. helyen debütált, mielőtt hivatalosan megjelent volna kislemezként. Második megjelenése a 2009. január 10-i listán a 87. helyen volt. Néhány hét múlva a LoveGame bekerült a Canadian Hot 100 Top 10-es mezőnyébe, és az ötödik helyre emelkedett. Miután néhány hétig lefelé ingadozott a listán, a LoveGame új csúcsot ért el a listán, a második helyen. A dal 2009 júniusában a Canadian Recording Industry Association (CRIA) dupla platina minősítést kapott, 160 000 fizetett digitális letöltésért.
Ausztráliában a dal az ARIA Charts 92. helyén debütált, majd a következő héten a 41. helyre került. A 2009. május 11-i kiadáson a dal a negyedik helyen tetőzött, és ezzel Gaga harmadik Top 5-ös kislemeze lett ott. A LoveGame négyszeres platina minősítést kapott az Australian Recording Industry Association (ARIA) által a kislemez 280 000 példányban történő kiszállításáért. Új-Zélandon a dal a 36. helyen debütált, és a 12. helyig jutott. A Recorded Music NZ (RMNZ) arany minősítést adott neki a kislemez 7500 példányának kiszállításáért. A 2009. március 6-i kiadáson a dal a 49. helyen lépett be az ír kislemezlistára, és nyolc hét után a 30. helyen tetőzött rajta. Finnországban a 19. helyen debütált, és később a 12. helyig jutott.
2009 elején a dal felkerült az Egyesült Királyság kislemezlistájára, és a 89. helyen végzett kizárólag a letöltések alapján. A kislemez megjelenésének bejelentése után újra a 64. helyen került vissza a listára, és a 19. helyen érte el a csúcsot, ezzel az Egyesült Királyságban akkoriban a leggyengébben szereplő kislemeze lett. A Brit Hanglemezgyártók Szövetsége (BPI) arany minősítést adott neki, 400 000 darabos eladás és streamelés után. Hollandiában a dal a 28. helyen debütált, és az ötödik helyig jutott. Franciaországban a dal a hatodik helyen debütált, és a következő héten érte el csúcsát az ötödik helyen. A dal a belga Ultratop Flandria és Wallonia listáján a 19. és a 38. helyen debütált. Flandriában a hatodik, míg Vallóniában az ötödik helyig jutott. A LoveGame a Billboard European Hot 100 Singles listáján is a hetedik helyig jutott.

## Videóklip

### Háttér és kidolgozás
A LoveGame klipjét Joseph Kahn rendezte, és 2009. március 23-án mutatták be Ausztráliában, valamint 2009. augusztus 13-án az Egyesült Királyságban a 4Music csatornán. A videó főleg egy metróállomáson játszódik, ezért több jelenet Michael Jackson Bad című klipjére emlékeztet, amelyet szintén hasonló helyszínen forgattak. A LoveGame klipjét az Eh, Eh (Nothing Else I Can Say) klipjével párhuzamosan forgatták 2009. január 9-én, a Los Angeles-i kikötő egyik raktárában. Bár a forgatás Los Angelesben zajlott, a klipben New York világa elevenedik meg.
Gaga az Entertainment Weekly munkatársának, Whitney Pastorek-nek a forgatás „A kulisszák mögött” című szegmensében beszélt arról, hogy mi inspirálta a klip elkészítésében. „Óriási” táncos videót szeretett volna a LoveGame-mel, és úgy jellemezte, hogy „gyönyörű, pompás, izzasztó, felszántja a parkettet”. A videóban ijesztő és veszélyes kinézetű férfiak is szerepelnek. Gagának az volt az ötlete, hogy magát és társait New York lakóiként ábrázolja, akik tervezők, performanszművészek, táncosok stb. szerepében tűnnek fel. New York belvárosából olyan embereket is bevont táncosnak, akiket általában nem szerepeltetnének egy klipben.
A videóhoz kifejlesztett egyik kellék egy láncszemekből készült napszemüveg volt. Gaga elmondása szerint elképzelte, hogy „egy belvárosi, rosszarcú kölyök sétál az utcán a haverjaival, fog egy fogót, és az utcán lévő kerítésből napszemüveget készít”. A klip nyitóképén egy láncszemekből készült kapucnis ruhadarabbal együtt viselte, mondván, hogy „olyan keménynek tűnik. Úgy néz ki, mintha egyenesen a kerítésből húztam volna ki őket, és az arcomra tettem volna”.

### Történet és fogadtatás

Lady Gaga – kezében "disco stick"-jével – férfiak gyűrűjében áll a LoveGame klipjében

Az elején három férfi a New York-i Times Square-en sétál, majd fölszednek egy csatornafedelet rajta a „Haus of Gaga” felirattal. Ezután a meztelen Gagát láthatjuk, akinek testét kék és lila festék, illetve csillámok borítják, ahogy szexuális aktust imitál két férfival – egyiküknek a „Love” (»Szerelem«), másiknak a „Fame” (»Hírnév«) felirat van a hajába borotválva. A következő jelenetben Gaga ezüstszínű, csuklyás egyrészes ruhában és láncszemekből álló szemüvegben énekel egy metróállomáson. Kezében a védjegyévé vált „disco stick”-ket láthatjuk. A refrént egy lépcsőn lefelé haladva kezdi el énekelni, és a lépcső tetején megjelenik Gaga számos további klipjében is szereplő két dán dog kutya.
Az „I’m on a mission...” sorral kezdődő szövegrészt Gaga már a metrón énekli, fekete dzsekit viselve. A köztes zene alatt váratlanul több rendőr jelenik meg a helyszínen, és letartóztatják a bandát. Gaga az egyik rendőrrel elvonul egy jegyárusító fülkébe, ahol csókolózni kezd a férfival. Ez a jelenet úgy került összevágásra, hogy a férfi helyére többször egy nő kerül, és Gaga vele is ugyanúgy csókolózik és ölelkezik. Az utolsó részben Gaga és táncosai egy látványos koreográfiát adnak elő. Gaga egy keskeny topot és admirális sapkát visel ebben a jelenetben. A videó végén egyik kezét mindenki a magasba emeli, a másikkal pedig lábuk közét szorongatják.
A klipet 2009-es megjelenése után számos országban cenzúrázták. Ausztráliában a videó sugárzása problémába ütközött a helyi tv-csatornákon. A Network Ten csatorna a videóklipeknél szokásosnál szigorúbb korhatári besorolást adott a LoveGame videójának túlzott szexualitása miatt. A Video Hits című műsor normál műsoridejében nem került adásba a videó, melynek oka, hogy „számos szexuális utalás [van benne] vizuálisan és a dalszövegben egyaránt”, és nem tudnának belőle gyermekek számára is nézhető változatot készíteni a többször is elismétlődő "I wanna take a ride on your disco stick" szövegrész kisípolása nélkül. A csatorna egy vágott változatot követelt, amely nem sérti a cenzúra szabályait. Ugyanakkor más ausztráliai csatornák, mint a Channel V vagy az ausztrál MTV leadták a klipet vágatlanul.
A videót az MTV Arabia is betiltotta, ugyanarra az okra hivatkozva, mint Ausztráliában. Mivel rendkívül ritka eset, hogy egy videót betiltanak, az MTV Arabia elnöke, Samer al Marzouki indokolta az esetet: „Nekünk kell alakítani a fiatalok mentalitását és kultúráját, úgyhogy nem adunk le olyasmit, ami ezzel összeütközik. Ha nem tudnak valamit nyugodtan megnézni a testvéreikkel vagy barátaikkal, akkor azt nem adjuk le.” Az Egyesült Államokban az MTV és a VH1 a videót cenzúrázott változatban sugározta: kivágtak szinte minden jelenetet, amelyben Gaga meztelenül szerepel és olvashatatlanná homályosították az egyik táncos kezében tartott alkoholos üveg márkanevét. A dal szövegét viszont változatlanul hagyták.

## Élő előadások
Gaga először 2008 júniusában adta elő élőben a LoveGame-et az MTV Asia Isle of Malta különkiadásában. Később 2009. február 4-én a The Album Chart Show című brit műsorban adta elő, miközben a The Fame albumot népszerűsítette. 2009. március 20-án, az AOL Sessions rendezvény keretében olyan számokkal együtt énekelte el, mint a Just Dance, a Paparazzi, a Beautiful, Dirty, Rich, és a Poker Face akusztikus változata. A LoveGame akusztikus verzióját 2009 januárjában az MTV Sessions-en adta elő.
A LoveGame szerves részét képezte Gaga első önálló turnéjának, a The Fame Ballnak, ahol második számként került előadásra, a Starstruck című szám részleteivel. Gaga fekete, tütüszerű ruhát viselt, melyen a mellkasának bal oldalánál egy ezüst színű háromszög volt. 2009. május 17-én Gaga élőben adta elő a dalt a Rove című ausztrál talkshow-ban. A dalt a Dancing with the Stars nyolcadik évadának fináléjában is előadta.  A 2009-es MuchMusic Video Awards-on Gaga a Poker Face-szel együtt énekelte el a dalt. A színpadon látható díszletekkel, így a „metrókocsival”, amelyből kilépve kezdte a LoveGame előadását, New York városa előtt tisztelgett. Gaga szegecses egyrészes ruhát viselt a dalok közben. A LoveGame végén rendőrruhába öltözött táncosai megpróbálták "letartóztatni", és ezután tért át a Poker Face-előadására. 2014-ben a Toronto Sun az MMVA-k történetének ötödik „leglehengerlőbb” pillanataként listázta az előadást, amikor Gaga a dal alatt bemutatta jellegzetes „szikrázó melltartóját”. 2009. szeptember 8-án Gaga a LoveGame című dalt adta elő a The Ellen DeGeneres Show hetedik évadának premierjén. A Saturday Night Live című amerikai vígjátékshow harmincötödik évadában egy teljes élő zenekart felvonultató változatot adott elő, miközben egy nagy, giroszkópszerű szerkezetet viselt, amely Gaga körül forgott.
The Monster Ball című turnéján is felkerült az előadott dalok listájára 2009 végén. A turné első észak-amerikai szekcióján Gaga csontvázszerű jelmezben, fején egy nagy „koponyával” énekelte a számot, kezében „disco stick”-jével. A dal végén a LoveGame „Chew Fu” remixére táncolt és ugrált ökleit rázva. A turné megújított, világ körüli verzióján (2010–2011) Gaga a MuchMusic díjátadóhoz hasonlóan egy New York-i metrókocsiban kezdte a szám előadását. Szinte átlátszó, apácaruhára emlékeztető jelmezt viselt, s az előadást itt is a háttérből szóló remixre való tánccal fejezte be. A dal a Born This Way Ball turné (2012-2013) setlistjén is szerepelt, ahol rövidebbre vágták, és az énekesnő egy Szabadság-szobor stílusú fejdíszben adta elő. A dal alatt Gaga közelebb ment a rajongókhoz. Joey Guerra, a Houston Chronicle munkatársa úgy vélte, hogy a LoveGame megjelenése a turné során bebizonyította, hogy sokkal jobb szám, mint Gaga második stúdióalbumának, a Born This Way-nek (2011) a dalai.
2017-ben Gaga a Coachella Fesztiválon is előadta a dalt, miközben egy fekete trikót viselt. A Joanne World Touron (2017–2018) Gaga egy világoskék, Swarovski-díszített bodysuitban és térdig érő csizmában adta elő a számot, miközben egy új „disco stick”-et tartott a kezében. Gaga a dalt a 2018–2022-es Las Vegas-i rezidencia show-ján, az Enigmán is előadta. A The Chromatica Ball stadionturnén (2022) szintén előadásra került a LoveGame.

## Megjelenési forma és számlista
| Ausztrál CD kislemez 1. LoveGame – 3:33 2. LoveGame (Robots to Mars Remix) – 3:13 Brit 7-inch bakelit (Limitál kiadás) 1. LoveGame – 3:32 2. LoveGame (Space Cowboy Remix) – 3:20 LoveGame (Chew Fu GhettoHouse Fix) iTunes kislemez 1. LoveGame (Chew Fu GhettoHouse Fix) [feat. Marilyn Manson] – 5:20 Brit iTunes Remix EP 1. LoveGame – 3:37 2. LoveGame (Chew Fu GhettoHouse Fix) [feat. Marilyn Manson] – 5:20 3. LoveGame (Space Cowboy Remix) – 3:20 4. LoveGame (Jody den Broeder Club Remix) – 6:27 5. LoveGame (Music Video Version) – 3:44 Amerikai és kanadai iTunes remix kislemez 1. LoveGame (Dave Audé Radio Edit) – 3:32 2. LoveGame (Space Cowboy Remix) – 3:20 3. LoveGame (Robots to Mars Remix) – 3:13 | iTunes remixek (bónuszdalos változat) 1. LoveGame (Dave Audé Radio Edit) – 3:32 2. LoveGame (Jody den Broeder Radio Edit) – 3:53 3. LoveGame (Space Cowboy Remix) – 3:20 4. LoveGame (Robots to Mars Remix) – 3:13 5. LoveGame (Dave Audé Club Remix) – 8:35 6. LoveGame (Jody den Broeder Club Remix) – 6:28 7. LoveGame – 3:32 Német 'The Remixes' CD kislemez 1. LoveGame (Chew Fu GhettoHouse Fix) [feat. Marilyn Manson] – 5:20 2. LoveGame (Robots to Mars Remix) – 3:12 3. LoveGame (Space Cowboy Remix) – 3:20 4. LoveGame (Jody den Broeder Club Remix) – 6:27 5. LoveGame (Dave Audé Club Remix) – 8:35 6. LoveGame (Chester French Remix) – 3:15 7. LoveGame – 3:31 Brit CD kislemez 1. LoveGame – 3:37 2. LoveGame (Chew Fu GhettoHouse Fix) [feat. Marilyn Manson] – 5:20 |

## Közreműködők
Közreműködők listája a The Fame albumfüzete alapján.
- Lady Gaga –  vokál, dalszerzés, háttérvokál
- RedOne – dalszerzés, producer, háttérvokál, hangszerelés, programozás, hangmérnök, felvétel a Record Plant Studios-ban (Hollywood) és a Chalice Recording Studios-ban (Los Angeles)
- Robert Orton – hangkeverés
- Gene Grimaldi – maszterelés az Oasis Masteringben (Burbank)

## Helyezések
| Lista (2009)                          | Legjobb helyezés |
| ------------------------------------- | ---------------- |
| Ausztrália (ARIA)                     | 4                |
| Ausztria (Ö3 Austria Top 40)          | 6                |
| Belgium (Ultratop 50 Flanders)        | 6                |
| Belgium (Ultratop 50 Wallonia)        | 5                |
| Kanada (Canadian Hot 100)             | 2                |
| Kanada CHR/Top 40 (Billboard)         | 2                |
| Kanada Hot AC (Billboard)             | 2                |
| Csehország (Rádio Top 100)            | 10               |
| European Hot 100 Singles (Billboard)  | 7                |
| Finnország (Singlet Top 20)           | 12               |
| Franciaország (Single Top 100)        | 5                |
| Németország (Media Control Charts)    | 7                |
| Magyarország (Dance Top 40)           | 6                |
| Magyarország (Single Top 40)          | 4                |
| Izrael (Media Forest)                 | 6                |
| Írország (IRMA)                       | 30               |
| Mexikó (Mexico Airplay)               | 36               |
| Hollandia (Top 40)                    | 5                |
| Hollandia (Single Top 100)            | 27               |
| Új-Zéland (Recorded Music NZ)         | 12               |
| Skócia (Scottish Singles Top 40)      | 5                |
| Szlovákia (Rádio Top 100)             | 10               |
| Svédország (Sverigetopplistan)        | 12               |
| Svájc (Schweizer Hitparade)           | 15               |
| Egyesült Királyság (UK Singles Chart) | 19               |
| US Billboard Hot 100                  | 5                |
| US Adult Top 40 (Billboard)           | 23               |
| US Hot Dance Club Songs (Billboard)   | 1                |
| US Hot R&B/Hip-Hop Songs (Billboard)  | 91               |
| US Mainstream Top 40 (Billboard)      | 1                |
| US Rhythmic (Billboard)               | 7                |

| Lista (2009)                      | Helyezés |
| --------------------------------- | -------- |
| Brazília (Brasil Hot 100 Airplay) | 27       |
| Brazília (Brasil Hot Pop Songs)   | 14       |

| Lista (2009)                                 | Helyezés |
| -------------------------------------------- | -------- |
| Ausztrália (ARIA)                            | 39       |
| Ausztria (Ö3 Austria Top 40)                 | 51       |
| Belgium (Ultratop 50 Flanders)               | 30       |
| Belgium (Ultratop 50 Wallonia)               | 49       |
| Kanada (Canadian Hot 100)                    | 13       |
| European Hot 100 Singles (Billboard)         | 46       |
| Franciaország (SNEP)                         | 33       |
| Németország (Official German Charts)         | 68       |
| Magyarország (Dance Top 40)                  | 64       |
| Hollandia (Dutch Top 40)                     | 55       |
| Svédország (Sverigetopplistan)               | 53       |
| Svájc (Schweizer Hitparade)                  | 89       |
| Egyesült Királyság (Official Charts Company) | 110      |
| US Billboard Hot 100                         | 35       |
| US Hot Dance Club Songs (Billboard)          | 26       |
| US Mainstream Top 40 (Billboard)             | 22       |
| US Rhythmic (Billboard)                      | 35       |

## Minősítések és eladási adatok
| Régió | Minősítés  | Eladott példányszám |
| --- | ---------- | ------------------- |
| Ausztrália (ARIA) | 4× platina | 280 000‡            |
| Ausztria (IFPI Austria) | arany      | 15 000*             |
| Brazília (Pro-Música Brasil) | platina    | 60 000‡             |
| Kanada (Music Canada) | 2× platina | 80 000*             |
| Franciaország (SNEP) |            | 74 000              |
| Németország (BVMI) | arany      | 150 000‡            |
| Új-Zéland (RMNZ) | platina    | 30 000‡             |
| Egyesült Királyság (BPI) | arany      | 400 000‡            |
| Egyesült Államok (RIAA) | 3× platina | 2 670 000           |
| * Eladási példányszámok kizárólag a minősítés alapján. ^ Kiszállítási példányszámok kizárólag a minősítés alapján. ‡ Eladási+streaming példányszámok kizárólag a minősítés alapján. |            |                     |

## Megjelenési történet
| Régió              | Dátum                | Formátum            | Változat                                         | Kiadó                                    | For.    |
| ------------------ | -------------------- | ------------------- | ------------------------------------------------ | ---------------------------------------- | ------- |
| Franciaország      | 2009. március 23.    | Digitális letöltés  | Eredeti                                          | Interscope                               | [ 6 ]   |
| Világszerte        | 2009. március 31.    | Digitális letöltés  | Robots to Mars remix                             | Interscope                               | [ 137 ] |
| Ausztrália         | 2009. május 1.       | CD kislemez         | Eredeti Robots to Mars remix                     | Interscope                               | [ 85 ]  |
| Olaszország        | 2009. május 8.       | Rádiós megjelenés   | Eredeti                                          | Universal                                | [ 138 ] |
| Egyesült Államok   | 2009. május 12.      | Kortárs slágerrádió | Eredeti                                          | Streamline KonLive Cherrytree Interscope | [ 8 ]   |
| Világszerte        | 2009. május 12.      | Digitális EP        | Remixek                                          | Interscope                               | [ 139 ] |
| Franciaország      | 2009. május 25.      | Digitális EP        | Remixek                                          | Interscope                               | [ 140 ] |
| Franciaország      | 2009. június 9.      | CD kislemez         | Remixek                                          | Streamline KonLive Cherrytree Interscope | [ 141 ] |
| Egyesült Államok   | 2009. június 9.      | CD kislemez         | Remixek                                          | Streamline KonLive Cherrytree Interscope | [ 142 ] |
| Világszerte        | 2009. június 17.     | Digitális letöltés  | Chew Fu Ghettohouse Fix                          | Interscope                               | [ 87 ]  |
| Kanada             | 2009. június 23.     | Digitális letöltés  | Medley Live at MMVA 2009 (LoveGame / Poker Face) | Interscope                               | [ 143 ] |
| Brazília           | 2009. június 26.     | Digitális letöltés  | Eredeti Remixek                                  | Interscope                               | [ 90 ]  |
| Finnország         | 2009. június 26.     | Digitális letöltés  | Eredeti Remixek                                  | Interscope                               | [ 90 ]  |
| Franciaország      | 2009. június 26.     | Digitális letöltés  | Eredeti Remixek                                  | Interscope                               | [ 90 ]  |
| Németország        | 2009. június 26.     | Digitális letöltés  | Eredeti Remixek                                  | Interscope                               | [ 90 ]  |
| Japán              | 2009. június 26.     | Digitális letöltés  | Eredeti Remixek                                  | Interscope                               | [ 90 ]  |
| Németország        | 2009. július 17.     | CD kislemez         | Remixek                                          | Interscope                               | [ 144 ] |
| Egyesült Királyság | 2009. szeptember 17. | Digitális EP        | Eredeti Remixek                                  | Interscope                               | [ 88 ]  |
| Egyesült Királyság | 2009. szeptember 21. | 7-inch kislemez     | Eredeti Space Cowboy remix                       | Interscope                               | [ 86 ]  |
| Egyesült Királyság | 2009. szeptember 21. | CD kislemez         | Különféle                                        | Interscope                               | [ 92 ]  |

## Fordítás
Ez a szócikk részben vagy egészben  a   LoveGame című angol Wikipédia-szócikk fordításán alapul.  Az eredeti cikk szerkesztőit annak laptörténete sorolja fel. Ez a jelzés csupán a megfogalmazás eredetét és a szerzői jogokat jelzi, nem szolgál a cikkben szereplő információk forrásmegjelöléseként.

## Forrás
1. ↑  BMI Repertoire: "LoveGame" writing credits. Broadcast Music Incorporated. [2016. január 13-i dátummal az eredetiből archiválva]. (Hozzáférés: 2010. április 19.)
2. ↑  Interview With RedOne. HitQuarters, 2009. március 23. [2010. január 13-i dátummal az eredetiből archiválva]. (Hozzáférés: 2009. december 19.)
3. 1 2  Herbert, Emily. Lady Gaga: Queen of Pop. John Blake Publishing (2010). ISBN 978-1-84454-963-4
4. ↑  Scaggs, Austin: The 'Just Dance' singer on leotards, the first lady and raunchy lyrics. Rolling Stone, 2009. február 19. [2009. április 12-i dátummal az eredetiből archiválva].
5. 1 2 3  „The world goes crazy for Lady Gaga”, News.com.au, 2009. május 21.. [2014. május 6-i dátummal az eredetiből archiválva] (Hozzáférés: 2009. május 27.)
6. 1 2  iTunes Musique – LoveGame – Single par Lady Gaga. iTunes Store. [2014. június 7-i dátummal az eredetiből archiválva]. (Hozzáférés: 2014. január 22.)
7. 1 2  LoveGame (The Remixes) – EP By Lady Gaga. iTunes Store, 2009. január 1. [2015. április 7-i dátummal az eredetiből archiválva]. (Hozzáférés: 2009. április 6.)
8. 1 2  R&R: Going For Adds: Top 40/CHR. Radio & Records, 2009. május 12. [2009. augusztus 26-i dátummal az eredetiből archiválva]. (Hozzáférés: 2009. április 30.)
9. ↑  James, Nicole. „Marilyn Manson Prefers Kylie Minogue, Justin Timberlake To Lady Gaga”, Fuse, 2012. június 11.. [2013. február 14-i dátummal az eredetiből archiválva] (Hozzáférés: 2012. június 19.)
10. ↑  Kreps, Daniel. Lady Gaga and Marilyn Manson Team Up For LoveGame (2009. június 11.)
11. 1 2  (2008) Album jegyzetek for The Fame, p. 3. Interscope Records.
12. ↑  Martens, Todd: Lady Gaga gets adventurously intimate, wrastles with Madonna on 'SNL'. Los Angeles Times, 2009. október 4. [2009. október 8-i dátummal az eredetiből archiválva]. (Hozzáférés: 2017. július 21.)
13. ↑  Levine, Nick: Lady GaGa: 'The Fame'. Digital Spy, 2009. január 9. [2014. július 14-i dátummal az eredetiből archiválva]. (Hozzáférés: 2014. július 1.)
14. ↑  Mason, Kerri: Lady Gaga: The Fame review. Billboard, 2008. november 10. [2009. október 21-i dátummal az eredetiből archiválva]. (Hozzáférés: 2009. március 17.)
15. 1 2  Levine, Nick: Lady GaGa: 'LoveGame'. Digital Spy , 2009. szeptember 16. [2014. július 15-i dátummal az eredetiből archiválva]. (Hozzáférés: 2014. július 1.)
16. ↑  Lovegame. Musicnotes.com , 2009. július 10. [2021. június 9-i dátummal az eredetiből archiválva]. (Hozzáférés: 2021. június 9.)
17. ↑  Lady Gaga: Lovegame Sheet Music. Musicnotes. Alfred Publishing, 2009. [2023. március 19-i dátummal az eredetiből archiválva]. (Hozzáférés: 2009. július 9.)
18. ↑  Brockman, Daniel. „Lady GaGa:The Fame”, The Phoenix, 2008. október 22.. [2009. március 4-i dátummal az eredetiből archiválva] (Hozzáférés: 2009. április 6.)
19. ↑  Cinquemani, Sal: Lady Gaga: The Fame review. Slant Magazine, 2008. október 25. [2013. augusztus 14-i dátummal az eredetiből archiválva]. (Hozzáférés: 2009. április 6.)
20. ↑  Kraines, Talia. „Lady GaGa The Fame Review”, BBC, 2009. január 9.. [2009. április 5-i dátummal az eredetiből archiválva] (Hozzáférés: 2009. április 6.)
21. ↑  Koski, Genevieve: Lady Gaga: The Fame'. The A.V. Club, 2008. november 10. [2014. július 14-i dátummal az eredetiből archiválva]. (Hozzáférés: 2014. július 1.)
22. ↑  Sawdey, Evan: Lady GaGa: The Fame'. PopMatters, 2009. január 19. [2013. október 27-i dátummal az eredetiből archiválva]. (Hozzáférés: 2014. július 1.)
23. ↑  Hogwood, Ben. „Lady Gaga – The Fame”, MusicOMH, 2009. január 12.. [2009. január 22-i dátummal az eredetiből archiválva] (Hozzáférés: 2009. április 21.)
24. ↑  Rodman, Sarah. „Lady Gaga The Fame”, Boston Globe , 2008. október 27.. [2009. április 17-i dátummal az eredetiből archiválva] (Hozzáférés: 2009. április 21.)
25. ↑  Elan, Priya. „The Big CD: Lady GaGa – The Fame”, The Times , 2009. január 10. (Hozzáférés: 2009. április 21.) [halott link]
26. ↑  Williams, Chris: LoveGame Single review. Billboard, 2009. május 30. (Hozzáférés: 2009. május 24.)
27. ↑  Stern, Bradley: Lady Gaga's 'The Fame' Turns 5: Stan & Deliver. Idolator, 2013. augusztus 19. [2014. július 2-i dátummal az eredetiből archiválva]. (Hozzáférés: 2014. július 1.)
28. ↑  Caulfield, Keith: Miley Cyrus' 'Climb' Debuts High on Hot 100. Billboard, 2009. március 12. [2013. február 8-i dátummal az eredetiből archiválva]. (Hozzáférés: 2009. április 30.)
29. ↑  Lady GaGa Takes Two Top 10 Spots on Billboard's Hot 100. Billboard, 2009. június 4. [2014. június 28-i dátummal az eredetiből archiválva]. (Hozzáférés: 2009. június 5.)
30. ↑  Ben-Yehuda, Ayala: Black Eyed Peas Take Top Two Slots on Billboard Hot 100. Billboard, 2009. június 18. [2013. május 17-i dátummal az eredetiből archiválva]. (Hozzáférés: 2009. június 18.)
31. ↑  Trust, Gary: Lady Gaga Makes Mainstream Top 40 History. Billboard, 2009. június 19. [2013. július 4-i dátummal az eredetiből archiválva]. (Hozzáférés: 2009. július 14.)
32. 1 2  American single   certifications – Lady Gaga – Love Game. Amerikai Hanglemezgyártók Szövetsége. (Hozzáférés: 2020. március 27.) Ha szükséges, kattints ide Advanced, kattints ide Format, válaszd ki Single,  kattints ide SEARCH.
33. 1 2  Trust, Gary: Ask Billboard: Lady Gaga's Career Sales & Streams; Ariana Grande Takes '7' to 1. Billboard, 2019. február 10. [2019. február 10-i dátummal az eredetiből archiválva]. (Hozzáférés: 2019. február 11.)
34. ↑  Billboard Canadian Hot 100: Sep 20, 2008. Billboard. [2014. július 2-i dátummal az eredetiből archiválva]. (Hozzáférés: 2009. március 20.)
35. ↑  Billboard Canadian Hot 100: Jan 10, 2009. Billboard. [2020. január 26-i dátummal az eredetiből archiválva]. (Hozzáférés: 2009. március 20.)
36. ↑  Billboard Canadian Hot 100: Apr 04, 2009. Billboard. [2023. március 19-i dátummal az eredetiből archiválva]. (Hozzáférés: 2009. április 6.)
37. 1 2   "Lady Gaga Chart History (Canadian Hot 100)". Billboard.
38. 1 2  Canadian single   certifications – Lady Gaga – LoveGame. Music Canada. (Hozzáférés: 2011. szeptember 28.)
39. 1 2  "Australian-charts.com – Lady Gaga – LoveGame". ARIA Top 50 Singles.
40. 1 2  ARIA Charts – Accreditations – 2024 Singles. Australian Recording Industry Association. (Hozzáférés: 2024. március 8.)
41. 1 2  "Charts.org.nz – Lady Gaga – LoveGame". Top 40 Singles.
42. 1 2  Single Certification Search – Lady Gaga – LoveGame. RadioScope . Recorded Music NZ. (Hozzáférés: 2024. december 16.)
43. ↑  Chart Track: Week 10, 2009. Irish Singles Chart, 2009. március 5. [2012. május 28-i dátummal az eredetiből archiválva]. (Hozzáférés: 2009. március 14.)
44. 1 2  "The Irish Charts – Search Results – LoveGame". Irish Singles Chart.  (Hozzáférés ideje: January 23, 2020)
45. 1 2  "Lady Gaga: LoveGame" (finn nyelven). Musiikkituottajat – IFPI Finland.
46. 1 2  "Official Singles Chart Top 100". Official Charts Company.
47. 1 2  British single   certifications – Lady Gaga – LoveGame. Brit Hanglemezgyártók Szövetsége. (Hozzáférés: 2022. november 18.)
48. 1 2  "Nederlandse Top 40 – Lady Gaga search results" (holland nyelven) Dutch Top 40.
49. 1 2  "Lescharts.com – Lady Gaga – LoveGame" (francia nyelven). Les classement single.
50. 1 2  "Ultratop.be – Lady Gaga – LoveGame" (holland nyelven). Ultratop 50.
51. 1 2  "Ultratop.be – Lady Gaga – LoveGame" (francia nyelven). Ultratop 50.
52. 1 2   Lady GaGa Album & Song Chart History – European Hot 100
53. 1 2  Montgomery, James. „Lady Gaga's pop revolution continues with 'LoveGame'”, MTV News, 2009. március 13.. [2014. december 2-i dátummal az eredetiből archiválva] (Hozzáférés: 2009. március 29.)
54. ↑  Knight, David. „Lady Gaga's Love Games by Joseph Kahn”, Promo News, 2009. március 23.. [2012. március 29-i dátummal az eredetiből archiválva] (Hozzáférés: 2009. november 18.)
55. ↑  Lady Gaga: LoveGame UK video premiere. KISS-FM. [2012. december 8-i dátummal az eredetiből archiválva]. (Hozzáférés: 2009. augusztus 13.)
56. ↑  Joseph Kahn to direct Gaga's "Eh, Eh" and "Love Game". JosephKahn.com, 2009. január 9. [2012. február 23-i dátummal az eredetiből archiválva]. (Hozzáférés: 2009. március 3.)
57. 1 2 3 4 5  Pastorek, Whitney: On the Scene:Lady GaGa's 'LoveGame' video. Entertainment Weekly, 2009. február 3. [2016. május 27-i dátummal az eredetiből archiválva]. (Hozzáférés: 2017. július 21.)
58. 1 2 3  Adams, Cameron. „Lady GaGa Love Game video banned from Australian TV”, The Australian Daily Telegraph, 2009. április 7., 1. oldal. [2012. szeptember 22-i dátummal az eredetiből archiválva] (Hozzáférés: 2009. április 7.)
59. ↑  „Lady Gaga romps with girl and boy in new music video”, Thaindian News, 2009. február 19.. [2009. április 21-i dátummal az eredetiből archiválva] (Hozzáférés: 2009. június 19.)
60. ↑  Swan, Melanie. „MTV Arabia bans Lady Gaga video”, The National, 2009. június 7.. [2009. június 11-i dátummal az eredetiből archiválva] (Hozzáférés: 2009. június 8.)
61. ↑  See LoveGame Online. VH1. [2009. június 20-i dátummal az eredetiből archiválva]. (Hozzáférés: 2009. június 19.)
62. ↑  MTV Music: LoveGame at Isle of Malta. MTV Asia. [2016. március 3-i dátummal az eredetiből archiválva]. (Hozzáférés: 2014. július 3.)
63. ↑  LoveGame: The Album Chart show. LadyGaga.com, 2009. február 14. [2009. június 15-i dátummal az eredetiből archiválva].
64. ↑  LoveGame: AOL Sessions. Interscope Records, 2009. március 20. [2009. március 27-i dátummal az eredetiből archiválva]. (Hozzáférés: 2009. május 4.)
65. ↑  Lady Gaga | Love Game (MTV Session) video. MTV. [2014. július 14-i dátummal az eredetiből archiválva]. (Hozzáférés: 2009. május 4.)
66. ↑  Harrington, Jim. „Lady Gaga delivers crazy dance-pop show”, San Jose Mercury News , 2009. március 16.. [2009. március 17-i dátummal az eredetiből archiválva] (Hozzáférés: 2009. április 30.)
67. ↑  Downing, Andy. „Lady Gaga delights”, Chicago Tribune , 2009. március 26.. [2011. július 17-i dátummal az eredetiből archiválva] (Hozzáférés: 2009. április 30.)
68. ↑  Knox, David: Rove: May 10 / 17. Rove, 2009. május 8. [2009. május 11-i dátummal az eredetiből archiválva]. (Hozzáférés: 2009. május 9.)
69. ↑  Gillespie, Katherine: This Week in 2009: 'Glee' Aired For the First Time. Paper, 2019. május 13. [2021. január 22-i dátummal az eredetiből archiválva]. (Hozzáférés: 2021. március 31.)
70. ↑  Patch, Nick. „Fans agog over Lady Gaga at MMVAs; Nickelback Takes the Most Hardware”, The Canadian Press, 2009. június 22.. [2012. április 15-i dátummal az eredetiből archiválva] (Hozzáférés: 2009. június 22.)
71. ↑  Stevenson, Jane. „5 jaw-dropping moments from MMVA history with their 2014 equivalent”, Toronto Sun , 2014. június 15.. [2016. március 4-i dátummal az eredetiből archiválva] (Hozzáférés: 2014. július 1.)
72. ↑  Lady Gaga on Ellen this Tuesday!. Interscope Records, 2009. szeptember 4. [2009. szeptember 6-i dátummal az eredetiből archiválva]. (Hozzáférés: 2009. szeptember 9.)
73. ↑  Aswad, Jem. „Lady Gaga, Madonna Catfight, Almost Kiss On 'Saturday Night Live'”, MTV News, 2009. október 5.. [2015. július 25-i dátummal az eredetiből archiválva] (Hozzáférés: 2009. október 6.)
74. ↑  Stevenson, Jane. „Lady Gaga puts on a Monster show”, Toronto Sun , 2009. november 29.. [2017. július 5-i dátummal az eredetiből archiválva] (Hozzáférés: 2009. november 30.)
75. ↑  Dunlevy, T'Cha. „Concert review: Lady Gaga romances Bell Centre crowd, Nov. 27”, The Gazette, 2009. november 28.. [2011. július 21-i dátummal az eredetiből archiválva] (Hozzáférés: 2009. november 28.)
76. ↑  Carter, Lauren. „Lady Gaga bares her 'Teeth,' 'Poker Face'”, Boston Herald, 2009. december 2.. [2016. március 4-i dátummal az eredetiből archiválva] (Hozzáférés: 2009. december 2.)
77. ↑  Kaufman, Gil. „Lady Gaga Showered With Hometown Love at New York Show”, MTV News, 2010. január 21.. [2014. július 15-i dátummal az eredetiből archiválva] (Hozzáférés: 2010. február 15.)
78. ↑  Shea, Matt. „Lady Gaga, Brisbane 2012 – Live review”, TheVine, 2012. június 14.. [2014. július 14-i dátummal az eredetiből archiválva] (Hozzáférés: 2014. július 1.)
79. ↑  Guerra, Joey. „Review: Gaga taking herself too seriously”, Houston Chronicle, 2013. január 31.. [2014. július 14-i dátummal az eredetiből archiválva] (Hozzáférés: 2014. július 1.)
80. ↑  25 Best Things We Saw at Coachella 2017: Weekend One. Rolling Stone, 2017. április 17. [2023. március 19-i dátummal az eredetiből archiválva]. (Hozzáférés: 2023. március 20.)
81. ↑  Fisher, Lauren Alexis: Lady Gaga's Joanne Tour coustumes include swarovski crystals, leather fringe, and cowboy hats. Harper's Bazaar, 2017. augusztus 10. [2017. szeptember 10-i dátummal az eredetiből archiválva]. (Hozzáférés: 2017. szeptember 10.)
82. ↑  Stedman, Alex: Concert Review: Lady Gaga Embraces Every Era of Her Career at the Forum. Variety, 2017. augusztus 9. [2017. augusztus 16-i dátummal az eredetiből archiválva]. (Hozzáférés: 2017. szeptember 10.)
83. ↑  Spanos, Brittany: Review: Lady Gaga Maintains 'Poker Face' During Stellar Vegas Debut. Rolling Stone, 2018. december 29. [2018. december 30-i dátummal az eredetiből archiválva]. (Hozzáférés: 2018. december 29.)
84. ↑  Gendron, Bob: Review: In Lady Gaga's sold-out show at Wrigley Field, every song was a larger-than-life experience. Chicago Tribune, 2022. augusztus 16. [2022. augusztus 16-i dátummal az eredetiből archiválva]. (Hozzáférés: 2022. augusztus 18.)
85. 1 2  LoveGame CD single. JB Hi-Fi. [2009. augusztus 25-i dátummal az eredetiből archiválva]. (Hozzáférés: 2009. április 5.)
86. 1 2  LoveGame [7" VINYL]: Amazon.co.uk: Music. Amazon UK . [2014. február 20-i dátummal az eredetiből archiválva]. (Hozzáférés: 2014. január 22.)
87. 1 2  LoveGame (Chew Fu Ghettohouse Fix). iTunes Store. [2016. március 5-i dátummal az eredetiből archiválva]. (Hozzáférés: 2014. január 22.)
88. 1 2  LoveGame UK iTunes Remix EP. iTunes Store, 2009. január 1. [2009. november 17-i dátummal az eredetiből archiválva]. (Hozzáférés: 2009. szeptember 23.)
89. ↑  LoveGame (The Remixes) – EP By Lady Gaga. iTunes Store, 2009. január 1. [2010. szeptember 14-i dátummal az eredetiből archiválva]. (Hozzáférés: 2009. április 6.)
90. 1 2  
  - Brazil: LoveGame - The Remixes (Bonus Track Version) (brazíliai portugál nyelven). [2016. december 1-i dátummal az eredetiből archiválva]. (Hozzáférés: 2021. október 10.)
  - Finland: LoveGame - The Remixes (Bonus Track Version) (finnish nyelven). [2016. április 7-i dátummal az eredetiből archiválva]. (Hozzáférés: 2021. október 10.)
  - France: LoveGame: The Remixes (Bonus Track Version). iTunes Store. [2015. január 22-i dátummal az eredetiből archiválva]. (Hozzáférés: 2009. július 6.)
  - Germany: LoveGame - The Remixes (Bonus Track Version) (német nyelven). [2015. március 20-i dátummal az eredetiből archiválva]. (Hozzáférés: 2021. október 10.)
  - Japan: LoveGame - The Remixes (Bonus Track Version) (japanese nyelven). [2015. június 15-i dátummal az eredetiből archiválva]. (Hozzáférés: 2021. október 10.)
91. ↑  Lady Gaga LoveGame: The Remixes (holland nyelven). Amazon . [2014. április 26-i dátummal az eredetiből archiválva]. (Hozzáférés: 2010. május 25.)
92. 1 2  LoveGame: UK CD Single. Amazon UK . [2009. július 9-i dátummal az eredetiből archiválva]. (Hozzáférés: 2009. április 5.)
93. ↑  "Lady Gaga – LoveGame – Austriancharts.at" (német nyelven). Ö3 Austria Top 40.
94. ↑   "Lady Gaga Chart History (Canada CHR/Top 40)". Billboard.
95. ↑   "Lady Gaga Chart History (Canada Hot AC)". Billboard.
96. ↑  "ČNS IFPI" (cseh nyelven). Hitparáda – Radio Top 100 Oficiální. IFPI Czech Republic. Megjegyzés: a keresésnél válaszd ki a 200928 hetet!.
97. ↑  "Germancharts.de – Lady Gaga – LoveGame" (német nyelven). Media Control Charts. PhonoNet GmbH.
98. ↑  "MAHASZ Dance Top 40 játszási lista. 2009/20. hét". Magyar Hanglemezkiadók Szövetsége.
99. ↑  "MAHASZ Single Top 40 lista. 2009/30. hét". Magyar Hanglemezkiadók Szövetsége.
100. ↑  "Lady Gaga – LoveGame Media Forest". Israeli Airplay Chart. Media Forest.
101. ↑   Lady Gaga Chart History (Mexico Airplay)
102. ↑  "Dutchcharts.nl – Lady Gaga – LoveGame" (holland nyelven). Single Top 100.
103. ↑  "Archive Chart". Scottish Singles Top 40.
104. ↑  "SNS IFPI" (szlovák nyelven). Hitparáda – Radio Top 100 Oficiálna. IFPI Czech Republic. Megjegyzés: a keresésnél válaszd ki a 200930 hetet!.
105. ↑  "Swedishcharts.com – Lady Gaga – LoveGame". Singles Top 60.
106. ↑  "Lady Gaga – LoveGame – swisscharts.com". Swiss Singles Chart.
107. ↑   "Lady Gaga Chart History (Hot 100)". Billboard.
108. ↑   "Lady Gaga Chart History (Adult Pop Songs)". Billboard.
109. ↑   "Lady Gaga Chart History (Dance Club Songs)". Billboard.
110. ↑   "Lady Gaga Chart History (Hot R&B/Hip-Hop Songs)". Billboard.
111. ↑   "Lady Gaga Chart History (Pop Songs)". Billboard.
112. ↑   "Lady Gaga Chart History (Rhythmic)". Billboard.
113. ↑   Brasil Hot 100 Airplay (Set 21, 2009). BPP Promoções e Publicações, 79. o. (2009. október 1.)
114. ↑   Brasil Hot Pop & Popular: Hot Pop Songs (Set 21, 2009). BPP Promoções e Publicações, 80. o. (2009. október 1.)
115. ↑  ARIA Charts – End of Year Charts – Top 100 Singles 2009. Australian Recording Industry Association. [2010. január 29-i dátummal az eredetiből archiválva]. (Hozzáférés: 2010. január 9.)
116. ↑  Austrian Charts – End of Year Charts – Top 100 Singles 2009. Ö3 Austria Top 40. [2011. október 15-i dátummal az eredetiből archiválva]. (Hozzáférés: 2010. január 9.)
117. ↑  Jaaroverzichten 2009 (Flanders) (holland nyelven). Ultratop, 2009. [2010. július 23-i dátummal az eredetiből archiválva]. (Hozzáférés: 2010. július 28.)
118. ↑  Rapports Annuels 2009 (Wallonia) (francia nyelven). Ultratop, 2009. [2010. január 31-i dátummal az eredetiből archiválva]. (Hozzáférés: 2010. július 28.)
119. ↑   Charts Year End: Canadian Hot 100 (2009. december 31.)
120. ↑   European Hot 100 Singles
121. ↑  Best selling digital singles in 2009 in France. Syndicat National de l'Édition Phonographique. [2011. július 7-i dátummal az eredetiből archiválva]. (Hozzáférés: 2010. január 27.)
122. ↑  Top 100 Single-Jahrescharts (német nyelven). GfK Entertainment. offiziellecharts.de. [2015. május 9-i dátummal az eredetiből archiválva]. (Hozzáférés: 2019. november 19.)
123. ↑  Dance Top 100 - 2009. Mahasz. [2021. február 13-i dátummal az eredetiből archiválva]. (Hozzáférés: 2021. február 19.)
124. ↑  Jaarlijsten 2009. MegaCharts, 2009. [2011. szeptember 28-i dátummal az eredetiből archiválva]. (Hozzáférés: 2010. július 28.)
125. ↑  Årslista Singlar – År 2009. Swedish Recording Industry Association. [2011. július 19-i dátummal az eredetiből archiválva]. (Hozzáférés: 2010. október 9.)
126. ↑  2009 Year End Swiss Singles Chart. Swiss Music Charts, 2009. [2011. október 11-i dátummal az eredetiből archiválva]. (Hozzáférés: 2010. július 16.)
127. ↑  „UK Year End Chart 2009”, Charts Plus, 2010. január 30.. [2010. augusztus 21-i dátummal az eredetiből archiválva] (Hozzáférés: 2010. február 6.)
128. ↑   2009 Charts Year End: The Billboard Hot 100 (2009. december 31.)
129. ↑   2009 Charts Year End: Hot Dance Club Play (2009. december 31.)
130. ↑   2009 Charts Year End: Hot Pop Songs (2009. december 31.)
131. ↑   Rhythmic Songs – Year-End 2009
132. ↑  Austrian single   certifications – Lady Gaga – LoveGame (német nyelven). IFPI Austria. (Hozzáférés: 2024. november 20.)
133. ↑  Brazilian single   certifications – Lady Gaga – LoveGame (portugál nyelven). Pro-Música Brasil. (Hozzáférés: 2024. április 18.)
134. ↑  French    certifications (francia nyelven). Syndicat National de l’Édition Phonographique
135. ↑  Hamard, Jonathan: Lady Gaga : quels sont les plus gros tubes de la popstar en France ? (francia nyelven). Charts in France, 2015. május 16. [2015. május 18-i dátummal az eredetiből archiválva]. (Hozzáférés: 2021. május 10.)
136. ↑  Gold-/Platin-Datenbank (Lady Gaga; 'LoveGame') (német nyelven). Bundesverband Musikindustrie. (Hozzáférés: 2024. április 23.)
137. ↑  Lady Gaga : Single : LoveGame [Robots To Mars Remix]. Official Lady Gaga Website . [2009. április 7-i dátummal az eredetiből archiválva]. (Hozzáférés: 2022. augusztus 5.)
138. ↑  EarOne | Radio Date, le novita musicali della settimana (olasz nyelven). EarOne. [2020. augusztus 15-i dátummal az eredetiből archiválva]. (Hozzáférés: 2020. augusztus 24.)
139. ↑  LoveGame (The Remixes) – Single by Lady GaGa – Download LoveGame (The Remixes) – Single on iTunes. iTunes Store, 2009. május 12. [2010. január 28-i dátummal az eredetiből archiválva]. (Hozzáférés: 2009. december 29.)
140. ↑  LoveGame par Lady Gaga (french nyelven). Apple Music, 2009. május 25. [2010. január 14-i dátummal az eredetiből archiválva]. (Hozzáférés: 2021. február 9.)
141. ↑  Love game : The Remixes – Lady Gaga en CD single (francia nyelven), 2009. június 17. [2015. február 16-i dátummal az eredetiből archiválva]. (Hozzáférés: 2009. december 29.)
142. ↑  Lady Gaga – Lovegame - The Remixes - CDs USA Remix - SEALED MINT NEW. [2021. február 14-i dátummal az eredetiből archiválva]. (Hozzáférés: 2021. február 9.)
143. ↑  LoveGame / Poker Face (Medley - Live At MMVA 09) - Single by Lady Gaga. Apple Music, 2009. január 1. [2012. november 10-i dátummal az eredetiből archiválva]. (Hozzáférés: 2021. február 9.)
144. ↑  Lady Gaga | Musik | Love Game (The Remixes) (német nyelven). Universal Music Germany. [2022. július 27-i dátummal az eredetiből archiválva]. (Hozzáférés: 2022. július 28.)